# آزيتا حاجيان
آزيتا حاجيان (بالفارسية: آزیتا حاجیان) ( 10 يناير 1958) ممثلة إيرانية.

## النشأة
وُلدت آزيتا في 10 يناير 1958 في طهران. درست التمثيل المسرحي والإخراج وتخرجت من كلية الفنون المسرحية في طهران، وبدأت مرحلة التمثيل عام 1975 ضمن فيلم لص الدمى عام 1989 للمخرج محمد رضا هونارماند.
بسبب خلفيتها المسرحية في مجال الأطفال والمراهقين، كانت أفلامها الأولى في نفس المجال. تعد آزيتا إحدى المعلمات الرئيسيات للتمثيل في إيران، وقد لعبت أدوارًا عديدة في المسلسلات التلفزيونية.

## الحياة الشخصية
تزوجت من محمد رضا شريفينه عام 1980وأنجبت كلاً من مهرافة وميليكا، وكلاهما ممثلات. أعلنت آزيتا ومحمد رضا عن طلاقهما في ديسمبر 2010 بعد عشر سنوات من العيش بشكل منفصل.

## فيلموغرافيا
- الرحلة الإستثنائية 1990
- أفينار 1991
- ديانبخ 1992
- الطريق إلى المجد
- الرجل الثلجي 1994
- الشريط الأحمر 1998
- موجة الموت 2000

## روابط خارجية
- آزيتا حاجيان على موقع IMDb (الإنجليزية)
- آزيتا حاجيان على موقع أول موفي (الإنجليزية)
- آزيتا حاجيان على موقع قاعدة بيانات الفيلم (الإنجليزية)
- آزيتا حاجيان على موقع كينوبويسك (الروسية)